# Breviraja mouldi
Breviraja mouldi är en rockeart som beskrevs av McEachran och Matheson 1995. Breviraja mouldi ingår i släktet Breviraja och familjen egentliga rockor. Inga underarter finns listade.